# Prix de l'Association des auteurs de bande dessinée japonais
Le Prix de l'Association des auteurs de bande dessinée japonais (日本漫画家協会賞, Nihon mangaka kyōkai shō) est un des prix majeurs du manga, sponsorisé par l'association des auteurs de bande dessinée japonais depuis 1972. Les gagnants sont généralement annoncés en mai, avec une cérémonie de remise des prix se déroulant en juin à Tokyo.

## Récompenses
Le gagnant du Grand Prix reçoit une plaque en or, une médaille et une récompense de 500 000 yens. Le gagnant du Prix d'Excellence reçoit une plaque en argent, une médaille et 200 000 yens. Les gagnants du Prix Spécial reçoivent les mêmes objets que ceux du Grand Prix.

## Lauréats

### 1972-1979
| Année      | Grand Prix                               | Prix d'Excellence | Prix Spécial                                                   | Prix du ministre de l'Éducation, de la Culture, des Sports, des Sciences et de la Technologie | Prix d'Encouragement                                                        |
| ---------- | ---------------------------------------- | --- | -------------------------------------------------------------- | --------------------------------------------------------------------------------------------- | --------------------------------------------------------------------------- |
| 1972 (1er) | Doubutsu Manga Hyakka, Yasuo Yoshitomi   | – | –                                                              | –                                                                                             | Nippon Genjin Donaishōntoropusu, Hideo Kiso Hito Kui Gyo, Yoshihiro Tatsumi |
| 1973 (2e)  | Uchusen Noa, Kunio Hatakeda              | Mimoza Yashiki de Tsukamaete, Yumiko Ōshima Ichiren no Taburo Sakuhin, Kouji Nakajima Sokkuri, Sunao Hari Doraemon, Fujiko Fujio Watashi no Yosei Tachi, Keiichiro Makino | –                                                              | –                                                                                             | –                                                                           |
| 1974 (3e)  | Genroku Yujoden, Toku Yano               | Hibiscus Erotic, Ryū Kumita Manga no Obento Hako, Shinji Nagashima Senzo wo Tazunete Okuman nen, Akio Itō Ano Musume wa dare, Kazuko Makino Hisho no Onna, Miyako Maki    | Aru Fuzoku Emaki, Kenro Endo                                   | –                                                                                             | –                                                                           |
| 1975 (4e)  | Hamahiru kao, Taku Kiriko                | Sharibari Ten, Takeo Iwata Tsuruhime ja, Yoshiko Tsuchida | Black Jack, Osamu Tezuka                                       | –                                                                                             | Nihon no Matsuri, Isao Hirano                                               |
| 1976 (5e)  | Matagi, Takao Yaguchi                    | Shuppatsu Shinko Suru, Shōji Izumi Irodori no koro, Mutsumi Tsukumo | –                                                              | –                                                                                             | –                                                                           |
| 1977 (6e)  | Hoku ni Somou Hibi Areba, Teruo Yamamura | Chiisana Koi no Monogatari, Chikako Mitsuhashi | Notari Matsutarō, Tetsuya Chiba Ganbare Gonbe, Shunji Sonoyama | –                                                                                             | –                                                                           |
| 1978 (7e)  | Dobutsu Shiriizu, Hisako Tamura          | Den'en Misuterii, Mitsuru Shima Modotte Kuta Mushi tachi, Kōji Kondō | Leiji Matsumoto pour ses œuvres variées de science-fiction     | –                                                                                             | –                                                                           |
| 1979 (8e)  | Hyakubaka, Ryūichi Yokoyama              | Shiki no jo iro Irogami, Takeshi Nakazawa Pikora-pikora, Haruko Tachiiri Yuka ina Futari, Aōni Yamane Hachi Purasu Mugen dai, Uno Kamakiri                                | –                                                              | –                                                                                             | –                                                                           |

### 1980-1999
| Année      | Grand Prix                                                | Prix d'Excellence (et Prix autre) | Prix Spécial | Prix du Ministère de l'Éducation, de la Culture, des Sports, des Sciences et de la Technologie et d'autres autorités |
| ---------- | --------------------------------------------------------- | --- | --- | --- |
| 1980 (9e)  | –                                                         | Moon Nonsense, Minori Tanaka Kimama na ongakka tachi, Hiromi Ōnishi Exposition personnelle de Reiko Okuda Orpheus no Mado, Riyoko Ikeda                                                     | Fumio Matsuyama's World, Fumio Matsuyama                                                                                              | – |
| 1981 (10e) | –                                                         | Big Comic no Kyoshi, Shūichi Higurashi Mandara Oku no Ryōta, Jun Hatanaka INRI et Dômu, Katsuhiro Ōtomo Maigo, Tokotaro Chiba Aquarium X, Kyohiko Morimoto                                  | – | – |
| 1982 (11e) | –                                                         | Zettai Anzen Kamisori, Fumiko Takano Emaki ehon Kawa, Kazuo Maekawa 1 koma 1/2 the Family of Manga, Kenji Morita Pari to Nekoto, Kōichi Namekawa Habu tori, Kenshin Shinzato                | Manga Shounen shi, Hiro Terada | – |
| 1983 (12e) | Kai de miro Nihon sutorippu shi, Sanichi Onozawa          | 1 Chōme no Tora Yoshi, Setsuko Yamada Antaga Nikui, Mikio Igarashi Fuke Batobuyona, Makoto Ayuzawa                                                                                          | Fushizu Manga kan, Shōryō Inomata | – |
| 1984 (13e) | Yūmoa Kejime Shōkōgun, Kōichi Nishimura                   | Gassō, Hinako Sugiura Hayami Sora Manga Shū, Sora Hayami | Nihon Nonbiri Ryokō, Reiji Aki | – |
| 1985 (14e) | Kaida Masano no āban sekai, Masano Kaida                  | Girishia Shinwa, Mariko Bamine Enbanusagi, Kishi Adachi | Omokage no Onna, Yukio Sugiura | – |
| 1986 (15e) | Ichiro Ninja Kō, Ichirō Tominaga                          | Miharashiga oka Nite, Yōko Kondō Yūmoa Pasutā Shū, Takashi Akiyama Gyōza Tokuhon, Katsumi Yamasaki                                                                                          | Isao Shimizu, pour son œuvre sur la recherche du manga moderne                                                                        | – |
| 1987 (16e) | Uramachi Serenāde, Yū Takita                              | Dagashiya Furi Nigao Katarogu, Yoshihito Sekine Tori Shinwa, Hisanori Iwamoto Sei 14 Gurafitii, Taeko Watanabe                                                                              | Ryōsuke Nasu pour ses cinquante années en tant qu'artiste                                                                             | – |
| 1988 (17e) | Cartoon Guide to the Japanese Economy, Shotaro Ishinomori | Shokugo no Dokuyaku; Shokunin Momo Zukushi et autres illustrations, Hideo Takeda Manga 5-7-5, Okaoni Yamane                                                                                 | Fukushi Manga Minna ii hito, Aki Tatsuyama                                                                                            | – |
| 1989 (18e) | –                                                         | Ago Bāchan, Toshiko Ueda Yake ato no Genki-kun, Kenichi Kitami Ichiren no Komikku Sakuhin, Eiko Hanamura Shōnen no hi, Yūji Andō                                                            | Zheng Xin Yao Manga Selection, Zheng Xin Yao                                                                                          | – |
| 1990 (19e) | Anpanman, Takashi Yanase                                  | Okamehachimoku, Nanae Sasaya Hito komawārudo, Masashi Fukano Hat Cat But, Parco Maeda (マエダ パルコ) Namuji, Yoshikazu Yasuhiko                                                            | Osamu Tezuka (posthume), pour avoir aidé à construire le manga moderne                                                                | – |
| 1991 (20e) | Cartoon Collection, Feconippon                            | Arukasaru - Ōjō, Yasuko Aoike Annyamonnya, Shinichirō Nozaki Sangokushi, Mitsuteru Yokoyama East Chou Dynasty Hero Legend, Chen Uen                                                         | Kabuki Bunraku ni Yosete, Sono Enoki                                                                                                  | Sazae-san, Machiko Hasegawa                                                                                          |
| 1992 (21e) | Gokuraku chō Itchōme, Masahiro Nikaidō                    | Shin Naru Mono Dangai, Fumiko Sone Koko dake no Futari!!, Hiromi Morishita Boku to Furio to Kōtei de et I Kai Roku, Daijirō Morohoshi Seiji Manga, Shin Yamada                              | Boku no Hosomichi, Tsunepei Shimura                                                                                                   | Ryūichi Yokoyama pour sa contribution et son aboutissement dans le manga moderne                                     |
| 1993 (22e) | Yō, kai! Kai?, Masaru Morozumi                            | Office Chair Syndrome, Kazu Kuroiwa Ink, Yoshihisa Hashi Au temps de Botchan, Natsuo Sekikawa et Jirō Taniguchi From the End of Darkness, Mutsumi Tsukumo                                   | Nansensu ni Kakeru, Masayuki Mineshima                                                                                                | Noboru Baba |
| 1994 (23e) | Nausicaä de la Vallée du Vent, Hayao Miyazaki             | Nansensu Supōtsu, Hiroshi Kasamatsu E Nimaruzu, Masaki Katori Hi no Ryōsen, Kayono Saeki | Qman, Commemoration of the 45th Anniversary of the Founding of the Kyushu Cartoonists Association, the Kyushu Cartoonists Association | Doraemon, Fujiko Fujio                                                                                               |
| 1995 (24e) | Manga Sunday Concert Expand, Kazuo Ozawa                  | Round et Round Bye-bye Again, Chikai Tanaka Glass no Kamen, Suzue Miuchi House of Acorns, Osamu Yamamoto                                                                                    | Katsuichi Nagai, pour la publication du magazine mensuel Garo durant plus de trente années                                            | Anpanman, Takashi Yanase                                                                                             |
| 1996 (25e) | –                                                         | Ikkyu, Hisashi Sakaguchi Cartoon Corner, Seigō Sakai Man is Manure, Woman is Splendid, Yoshimi Numajiri 366 Days of the 20th Century, Masaru Hashimoto Peppermint Monogatari, Masayuki Mori | Hako e, Yukio Izumi | Shigeru Mizuki pour ses mangas sur les yōkais                                                                        |
| 1997 (26e) | Adagoru Beautiful Casket, Hiroshi Masumura                | AGON Recording Work et Social Conditions Manga, Hiroshi Kawarasaki Echigo House Gold Coin, Misako Nachi                                                                                     | Nonkina Heitai, Hisatoshi Aoki | Fujio Akatsuka |
| 1998 (27e) | –                                                         | Weird woodblock-print man, Naoki Karasawa New Town Old Town Tokyo Sketch, Tarō Suzuki Songs of Hydrangea, Kurimaru Mori                                                                     | Kinko's World, Kinko Ōyama | Shotaro Ishinomori                                                                                                   |
| 1999 (28e) | E de yomu Amidakyō, Miyotarō Sagawa                       | Kobo-chan et Otoboke Kachō, Masashi Ueda Patalliro!, Mineo Maya Oi wa Tanoshi! Rōjin Manga Sengen, Yūji Nishizawa                                                                           | Meiku no Sekai o Egaku, Mangaka no Ehon no Kai Kuri-chan no Dōbutsuen Sanpo, Susumu Nemoto                                            | Mappira-kun (Mr. No Way), Yoshirō Katō                                                                               |

### 2000-2009
| Année      | Grand Prix | Prix d'Excellence (et Prix autre) | Prix Spécial | Prix du Ministère de l'Éducation, de la Culture, des Sports, des Sciences et de la Technologie et d'autres autorités |
| ---------- | --- | --- | --- | --- |
| 2000 (29e) | – | Mr. Salary, Sō Nishimur Echigo Arakawadō Yama, Kazumichi Ishizaka The 'Henshin' Akiyoshi Sugimoto Manga Collection, Akiyoshi Sugimoto | Norakuro et œuvres variées, Suihou Tagawa Bōken Dankichi, Keizō Shimada                                                                                        | Ko Kojima |
| 2001 (30e) | Asatte-kun, Sadao Shōji KochiKame, Osamu Akimoto                                                                                             | – | Gogo Monster, Taiyō Matsumoto | Tetsuya Chiba |
| 2002 (31e) | Golgo 13, Takao Saito Sanwari-kun, Yoshiji Suzuki                                                                                            | (nv) Yuki-pon no oshigoto, Kazuhiro Azuma pour (nv) Kōbe zaijū, Kon Kimura                                                            | Tadao Kimura | Masako Watanabe |
| 2003 (32e) | Tasogare Ryūseigun, Kenshi Hirokane Hisaichi Ishii                                                                                           | Cartoon 2003, Masafumi Kikuchi | Sono Gyōseki, Takeshi Morikuma | Toshiko Ueda |
| 2004 (33e) | Hanobano-kun (Mr. Faintly), Kimihiko Tsukuda Say Hello to Black Jack, Shūhō Satō                                                             | – | Inner Lane, Hirokazu Suzuki | Mitsuteru Yokoyama                                                                                                   |
| 2005 (34e) | My August 15th, association My August 15 Shissō Nikki, Hideo Azuma                                                                           | – | Manga man reprint edition, Tokiwa Ōsaka Daiji Kazumine, pour un demi-siècle dans l'industrie du dessin The Japanese Festival is Drawn Using Manga, Isao Hirano | Fujiko Fujio A. |
| 2006 (35e) | Susumu Katsumata (ja) pour Akai yuki Ryūzan Aki (ja) pour Aki Ryūzan manga tsūshin                                                           | – | Document 2005, Chon Inkyon Assuka Shinsha JAPON henshūbu pour JAPON (anthologie par 16 mangakas japonais et français)                                          | Machiko Satonaka pour son œuvre et activités culturelles                                                             |
| 2007 (36e) | Shinsei kigeki, Ōnishi Kyojin (ja), Nobuhisa Nozowe et Kazuhiro Iwata Shigehisa Sunagawa (ja) pour Tama-chan to Chibi-maru et œuvres variées | Kuishinbō !, Shigeru Tsuchiyama (ja)                                                                                                  | 2007 mamechan calendar, Yuka Hamano (ja) Saitama shirisu manga kaikan (ja) pour la série d'activités                                                           | Shinji Mizushima (ja) pour son œuvre                                                                                 |
| 2008 (37e) | 20th Century Boys et 21st Century Boys, Naoki Urasawa Hina-chan no Nichijō, Hiroko Minami                                                    | Alfheim no Kishi, Seika Nakayama | Nazo no Manga.k.a. Sakai Shichima Den, Haruyuki Nakano Manpu Hashizume                                                                                         | Kuniharu Naruse |
| 2009 (38e) | Kamakura Monogatari, Ryohei Saigan Seiji Manga, Yukiyoshi Tokoro                                                                             | Les Enfants de la mer, Daisuke Igarashi                                                                                               | Satoshi Wida pour les œuvres dans Natsukasi no shōwa sanjū-nendai shikishiga-ten                                                                               | Ken'ichi Kitano pour son œuvre                                                                                       |

### 2010-2019
| Année      | Grand Prix                                                                                     | Prix d'Excellence (et Prix autre)                | Prix Spécial                                           | Prix du Ministère de l'Éducation, de la Culture, des Sports, des Sciences et de la Technologie et d'autres autorités |
| ---------- | ---------------------------------------------------------------------------------------------- | ------------------------------------------------ | ------------------------------------------------------ | --- |
| 2010 (39e) | La Cantine de minuit, Yarō Abe Twilight Hospital, Makoto Ayusawa                               | Takumi Nagayasu                                  | –                                                      | – |
| 2011 (40e) | Help Man!, Riki Kusaka Rakuga, Kamakiri Uno                                                    | –                                                | Kōchi Prefecture                                       | Moto Hagio |
| 2012 (41e) | One Piece, Eiichirō Oda Nekodarake Nice, Kimuchi Yokoyama                                      | –                                                | Musée international du manga de Kyoto                  | Keiko Takemiya |
| 2013 (42e) | Shizukanaru Don, Tatsuo Nitta                                                                  | –                                                | Kyou mo Ii Tenki, Osamu Yamamoto Pendulum, Tekken      | Hiroshi Hirata |
| 2014 (43e) | Asari-chan (en), Mayumi Muroyama                                                               | Fuichin Tsaichen!, Motoka Murakami               | Manmaru Danchi et Nonki Toori, Shige Oda               | Kenji Morita |
| 2015 (44e) | Kōri no Tenohira Siberia Yokuryūki, Yuki Ozawa Ichigo Sensō, Machiko Kyō                       | Hitokoma Biyori, Seiji Kinami                    | Makoto Wada                                            | Chiisana Koi no Monogatari, Chikako Mitsuhashi                                                                       |
| 2016 (45e) | Hanagami Sharaku, Kei Ichinoseki Kariage-kun, Masashi Ueda                                     | Daredo-nai tokoro kara no nagame, Mikio Igarashi | Mikiya Mochizuki                                       | Ryūzan Aki |
| 2017 (46e) | Tsuge yoshiharu: Yume to tabi no sekai, Yoshiharu Tsuge Crazy Manga, Yōji Kuri                 | Peleliu: Rakuen no Guernica, Kazuyoshi Takeda    | Sanpei Satō                                            | – |
| 2018 (47e) | Morohoshi Daijirō Gekijō, Daijiro Morohoshi Hitokomart, Yukio Shinohara                        | Le Mari de mon frère, Gengoroh Tagame            | Nihon Manga-ten, Nihon Manga no Kai et Toshiko Nishida | Gō Nagai |
| 2019 (48e) | Sengo, Sansuke Yamada (catégorie manga) Yokota Yoshiaki, Yoshiaki Yokota (catégorie animation) | Yūgure e, Nazuna Saitō                           | Momoko Sakura                                          | Baron Yoshimoto |

### Depuis 2020
| Année      | Grand Prix                                                                | Prix d'Excellence (et Prix autre)                                      | Prix Spécial                       | Prix du Ministère de l'Éducation, de la Culture, des Sports, des Sciences et de la Technologie et d'autres autorités |
| ---------- | ------------------------------------------------------------------------- | ---------------------------------------------------------------------- | ---------------------------------- | --- |
| 2020 (49e) | Fuun Children, Taro Minamoto Caricatures politiques par Masaaki Sato      | –                                                                      | Comic Market Preparatory Committee | Monkey Punch pour Lupin III                                                                                          |
| 2021 (50e) | Demon Slayer, Koyoharu Gotōge New Normal, Joruju Piroshiki                | War's Unwomanly Face, Keito Koume                                      | –                                  | Roly-poly Toy Project                                                                                                |
| 2022 (51e) | Golden Kamui, Satoru Noda Teinei na Kurashi wo Suru Gaki, Koji Chiriakuta | Takopi's Original Sin, Taizan 5 Wataru Sekai wa Omoshiroi, Seigō Sakai | –                                  | Takao Saitō et Saitō Production                                                                                      |